# Ypsolopha cockerella
Ypsolopha cockerella là một loài bướm đêm thuộc họ Ypsolophidae. Nó được tìm thấy ở Hoa Kỳ, bao gồm New Mexico.
Sải cánh dài khoảng 19–21 mm.